# Командарм 2-го ранга
Командарм 2-го ранга — персональное воинское войсковое звание высшего командного и начальствующего состава в РККА.
Название воинского звания (В/З) образовано от сокращения названия воинской должности «командующий армией» с добавлением ранга. В/З было выше звания комкор, ниже звания командарма 1-го ранга.

## История
Введено Постановлением ЦИК СССР и СНК СССР от 22.09.1935 «О введении персональных военных званий начальствующего состава РККА».
Фактически упразднено с введением генеральских званий Указом Президиума Верховного совета СССР от 07.05.1940 «Об установлении воинских званий высшего командного состава Красной Армии» и последующим присвоением всем военачальникам, имевшим звание командарма 2-го ранга, генеральских званий Постановлением СНК СССР от 04.06.1940.
| Вид ВС, Род войск (служб), Орган управления     | Соответствующее звание/должность |
| В командном составе                             | В командном составе |
| ----------------------------------------------- | --- |
| Народный комиссариат внутренних дел СССР        | Комиссар государственной безопасности 2-го ранга, введённое постановлением ЦИК и СНК СССР от 7 октября 1935 года (военнослужащие пограничных и внутренних войск НКВД имели воинские звания, принятые в РККА) Директор милиции |
| Военно-Морской Флот СССР                        | Флагман флота 2-го ранга |
| В начальствующем составе                        | |
| в сухопутных и военно-воздушных силах           | Арминженер |
| в военно-морских силах                          | Инженер-флагман флота |
| в военно-политическом составе всех родов войск  | Армейский комиссар 2-го ранга |
| в военно-хозяйственном составе всех родов войск | Арминтендант |
| в военно-юридическом составе всех родов войск   | Армвоенюрист |
| в военно-медицинском составе всех родов войск   | Армврач |
| в военно-ветеринарном составе всех родов войск  | Армветврач |

## Знаки различия
Знаки различия В/З — четыре ромба в петлицах и  четыре стропила (шеврона) на рукавах и другие.
- Петлица на шинель (отсутствует эмблема рода войск (службы)).
- Знак различия в петлицах гимнастёрки (отсутствует эмблема рода войск (службы)), в различный период времени ромбы размещались по-разному, см. фото того периода.
- Стропила (шевроны) как нарукавная нашивка.
- Знаки различия на петлицах кителя, эмблема рода войск (службы) присутствует (на фото Яков Алкснис).

## Присвоения
При введении этого воинского звания в 1935 году оно было присвоено 10 военным командирам и начальникам. Через три года все они были расстреляны.
В конце 1930-х годов в связи с ростом численности формирований РККА выросло и число командармов 2 ранга (21 человек к июню 1940 года). При введении генеральских званий в 1940 году большинство командармов 2 ранга (12 человек) получила звания генерал-лейтенантов, некоторые — и более высокие звания (7 — генерал-полковники и 2 — генералы армии).

### 1935
Постановлением ЦИК СССР и СНК СССР от 20.11.1935 «Об утверждении лиц высшего командного и начальствующего состава РККА в военных званиях» утверждены в военном звании:
1. Алкснис, Яков Иванович (1897—1938) — начальник Управления воздушных сил РККА, расстрелян 29.07.1938.
2. Вацетис, Иоаким Иоакимович (1873—1938) — состоящий в распоряжении Народного комиссара обороны СССР, расстрелян 28.07.1938.
3. Дубовой, Иван Наумович (1896—1938) — командующий войсками Харьковского военного округа, расстрелян 29.07.1938.
4. Дыбенко, Павел Ефимович (1889—1938) — командующий войсками Приволжского военного округа, расстрелян 29.07.1938.
5. Каширин, Николай Дмитриевич (1888—1938) — командующий войсками Северо-Кавказского военного округа, расстрелян 14.06.1938.
6. Корк, Август Иванович (1887—1937) — начальник Военной академии РККА имени М. В. Фрунзе, расстрелян 12.06.1937.
7. Левандовский, Михаил Карлович (1890—1938) — командующий войсками Закавказского военного округа, расстрелян 29.07.1938.
8. Седякин, Александр Игнатьевич (1893—1938) — заместитель начальника Генерального штаба РККА, расстрелян 29.07.1938.
9. Федько, Иван Фёдорович (1897—1939) — командующий Приморской группой войск Особой Краснознамённой Дальневосточной армии, повышен в звании до командарма 1 ранга, расстрелян 26.02.1939.
10. Халепский, Иннокентий Андреевич (1893—1938) — начальник Автобронетанкового управления РККА, расстрелян 29.07.1938.

### 1937
1. Великанов, Михаил Дмитриевич (1893—1938) — звание присвоено 14.06.1937, расстрелян 29.07.1938
2. Кулик, Григорий Иванович (1890—1950) — звание присвоено 14.06.1937, повышен в звании до командарма 1 ранга, позднее стал Маршалом Советского Союза, позднее  понижался в званиях, расстрелян 24.08.1950
3. Тимошенко, Семён Константинович (1895—1970) — звание присвоено 28.07.1937, повышен в звании до командарма 1 ранга, позднее стал Маршалом Советского Союза

### 1938
1. Локтионов, Александр Дмитриевич (1893—1941) — звание присвоено 22.02.1938, переаттестован в генерал-полковники, расстрелян 28.10.1941

### 1939
1. Апанасенко, Иосиф Родионович (1890—1943) — звание присвоено 08.02.1939, переаттестован в генерал-полковники, повышен до генерала армии, погиб на фронте
2. Городовиков, Ока Иванович (1879—1960) — звание присвоено 08.02.1939, переаттестован в генерал-полковники
3. Качалов, Владимир Яковлевич (1893—1941) — звание присвоено 08.02.1939, переаттестован в генерал-лейтенанты, погиб на фронте, посмертно обвинён в измене, семья репрессирована, реабилитирован в 1953 году
4. Калинин, Степан Андрианович (1890—1975) — звание присвоено 08.02.1939, переаттестован в генерал-лейтенанты, арестован в 1944 году, освобожден и реабилитирован в 1953 году
5. Ковалёв, Михаил Прокофьевич (1897—1967) — звание присвоено 08.02.1939, переаттестован в генерал-лейтенанты, затем генерал-полковник
6. Конев, Иван Степанович (1897—1973) — звание присвоено 08.02.1939, переаттестован в генерал-лейтенанты, затем Маршал Советского Союза
7. Мерецков, Кирилл Афанасьевич (1897—1968) — звание присвоено 08.02.1939, переаттестован в генералы армии, затем Маршал Советского Союза
8. Тюленев, Иван Владимирович (1892—1978) — звание присвоено 08.02.1939, переаттестован в генералы армии
9. Хозин, Михаил Семёнович (1896—1979) — звание присвоено 08.02.1939, переаттестован в генерал-лейтенанты, затем генерал-полковник
10. Штерн, Григорий Михайлович (1900—1941) — звание присвоено 08.02.1939, переаттестован в генерал-полковники, расстрелян 28.10.1941
11. Яковлев, Всеволод Фёдорович (1895—1974) — звание присвоено 08.02.1939, переаттестован в генерал-лейтенанты
12. Болдин, Иван Васильевич (1892—1965) — звание присвоено 05.12.1939, переаттестован в генерал-лейтенанты, затем генерал-полковник
13. Ефремов, Михаил Григорьевич (1891—1942) — звание присвоено 05.12.1939, переаттестован в генерал-лейтенанты, погиб на фронте
14. Захаркин, Иван Григорьевич (1889—1944) — звание присвоено 05.12.1939, переаттестован в генерал-лейтенанты, затем генерал-полковник, погиб в автомобильной катастрофе
15. Курдюмов, Владимир Николаевич (1895—1970) — звание присвоено 05.12.1939, переаттестован в генерал-лейтенанты
16. Смородинов, Иван Васильевич (1894—1953) — звание присвоено 05.12.1939, переаттестован в генерал-лейтенанты, затем генерал-полковник

### 1940
1. Грендаль, Владимир Давыдович (1884—1940) — звание присвоено 16.01.1940, переаттестован в генерал-полковники артиллерии
2. Воронов, Николай Николаевич (1899—1968) — звание присвоено 22.03.1940, переаттестован в генерал-полковники артиллерии, затем Главный маршал артиллерии
3. Павлов, Дмитрий Григорьевич (1897—1941) — звание присвоено 27.03.1940, переаттестован в генерал-полковники танковых войск, затем генерал армии, расстрелян 22.07.1941
4. Смушкевич, Яков Владимирович (1900—1941) — звание присвоено 04.04.1940, переаттестован в генерал-лейтенанты авиации, расстрелян 28.10.1941